# Новобілогорка
Новобілого́рка (рос. Новобелогорка) — село у складі Сорочинського міського округу Оренбурзької області, Росія.
Стара назва — Нова Білогорка.

## Населення
Населення — 378 осіб (2010; 440 у 2002).
Національний склад (станом на 2002 рік):
- татари — 93 %